# Inicialni eksploziv
Inicialni eksploziv je eksploziv, ki jih uporabljamo, da izzovejo eksplozijo pri drugih eksplozivih.
Zelo so občutljivi na raznovrstne zunanje vplive (udarec, trenje, iskra, vlaga,...) in so neprimerni in nevarni za uporabo. Predvsem jih uporabljamo kot polnitev vžigalnikov oz detonatorjev.

## Seznam
- živosrebrov fulminat
- svinčev azid
- tricinat
- HMTD
- aceton peroksid